# Építészeti tervdokumentáció

## A tervdokumentáció típusai

### Előkészítő munkarészek és tervdokumentációk
A tervkészítés előtt meg kell fogalmazni a szöveges építtetői programot. Ennek tartalma az építeni kívánt helyiségek neve és mérete, a megcélzott minőség, a várható rövid, közép, esetleg a hosszútávú építtetői célok. Ezt követően, jellemzően költségbecslés és vázlattervek készülnek, a helyszín közművesítése, terepadottságai, benapozása, és az altalaj szerkezetének ismerete alapján.

### Elvi építési engedélyezési tervdokumentáció
Ennek a tervfajtának két jellemző típusa van. Az egyik a beépítés vagy az illeszkedés feltételeit előzetesen vizsgáló tervdokumentáció (például foghíjbeépítések esetén).
A másik lényegében egy 1:200-as léptékű teljes tervdokumentáció, amihez viszont nem kell igazolni a tulajdonosi jogosultságot.

### Építési engedélyezési tervdokumentáció
A jogszabályok által meghatározott esetekben (jellemzően minden komolyabb építési vagy átépítési szándék esetén) kötelező tervfajta. Az építési engedélyezési eljárás során ezt a dokumentációt vizsgálja az építésügyi hatóság, az építés megkezdésére feljogosító építési engedélyt – határozat formájában – erre adják ki.
Az építési engedélyezési tervdokumentáció jellemzően 1:100-as léptékű építész tervekből (alaprajzok, metszetek, homlokzatok), helyszínrajzból, számításokból és szakági munkarészekből áll, mely utóbbiak jellemzően a műleírás fejezeteiben jelennek meg.
- - a speciális szakágak esetén külön eljárási rend (és jogszabályok) alapján: külön engedélyezési tervek készülnek, pl:
    - közmű bekötések engedélyezése: víz-, csatorna-, gáz-, elektromos;
    - tűzjelző- és oltó rendszerek engedélyezése;
    - egyéb engedélyezéshez kötött tevékenységek (berendezések telepítése pl.: röntgen; bizonyos üzemeléstechnológiák alkalmazása);

### Ajánlati (más néven: Tender) dokumentáció
Az engedélyezési dokumentációnál részletesebb, de a kivitelezéshez szükséges összes szükséges részletet még nem tartalmazó tervfajta.
Alapvető ismérve: olyan részletezettségűnek és tartalmúnak kell lennie, hogy abból pontos, minden részletre kiterjedő kivitelezési ajánlatot lehessen készíteni.
- szakági munkarészek: itt már külön tervdokumentációban szerepelnek, az építész dokumentációnak megfelelő részletezettséggel;

### Kiviteli (Kivitelezési) tervdokumentáció
Az építési tervdokumentáció egy formája, mely a hatályos építésügyi szabályozásnak megfelelő esetekben és módon kerül(het) elkészítésre az erre jogosult (építész, mérnök) szakember által. Az engedélyezési tervdokumentációnál általában részletesebb. Tartalmazza a kivitelezés, megvalósítás fázisait illetve az építési munkálatok elvégzésére vonatkozó előírásokat.
A kivitelezéshez szükséges összes részletet tartalmazó tervfajta.
- szakági munkarészek: teljes részletezettségű szakági tervek:
  - tartószerkezeti dokumentáció;
  - közmű tervek;
  - épületgépészeti dokumentáció (víz-, csatorna-, fűtés-, hűtés-, szellőzés-, technológiai berendezések- stb. tervei);
  - épületelektromos vagy épületvillamos dokumentáció;
  - kertészeti terv;
  - belsőépítészeti, padló- és egyéb- burkolati terv;
  - útterv (jellemzően közútcsatlakozást érintő esetekben);

## A tervdokumentáció részei

### Szöveges munkarészek

#### Nyilatkozatok
A tervezők nyilatkozata arról, hogy a terveket a vonatkozó jogszabályoknak, előírásoknak megfelelően, az érintett szakhatóságokkal egyeztetve készítették; és a tervezéshez szükséges jogosultságokkal rendelkeznek.

#### Műleírások(Műszaki leírások)
A műleírás tartalmazza mindazokat, az építménnyel kapcsolatos, információkat, amik a tervlapokon nem, vagy csak részben ábrázolhatók; de különösen:
- az építés rövid célját, az építtetőre vonatkozó alapadatokat;
- az építmény rendeltetésére vonatkozó leírást;
- a beépítési- és alapterületi adatokat;
- az alkalmazott szerkezeteket részletesen;
- az alkalmazott építéstechnológia leírását;
- jogszabály által előírt leírásokat, mellékleteket (pl.: környezetvédelmi, hulladékkezelési stb.Ö
- esetlegesen:
  - üzemeléstecnológiai leírást;
  - tűzvédelmi leírást;

#### Szakvélemények, számítások
- geotechnikai szakvélemény;
- statikai számítások, szakvélemények;
- hőtechnikai és energetikai számítás;
- költségvetések, költségbecslések

### Rajzi munkarészek
A köznapi értelemben vett tervrajzok.

#### A leggyakrabban előforduló engedélyezési tervdokumentációk rajzi munkarészei
- térképmásolatok: a földhivatali hivatalos alaptérkép kivonata; lépték: M=1:1000, esetleg: M=1:2880;
- helyszínrajz: a földhivatali térkép alapján készített felülnézeti rajz; lépték: M=1:1000, esetleg: M=1:500;
- alaprajzok: az építmény összes használati szintjéről készített alaprajz; lépték: M=1:100, esetleg: M=1:50;
- metszet(ek): az építmény értelmezéséhez szükséges számú (de min. 2, egymással szöget bezáró alaprajzi vonalú), és a szintáthidaló(k) ábrázolásával készülő metszetrajz; lépték: M=1:100, esetleg: M=1:50;
- homlokzati rajzok; lépték: M=1:100, esetleg: M=1:50;

#### Speciális rajzok (tervek)
Engedélyezési dokumentációknál:
- felmérési tervek: amennyiben meglévő építmény átépítéséről, bővítéséről, bontásáról van szó;
- utcakép: jellemzően zártsorú beépítés esetén, a szabályozási terv előírhatja a szomszédos épületek utcai homlokzatainak ábrázolásával készítendő utcakép készítését;

Kiviteli terveknél:
- kitűzési terv: az építmény kitűzési alappontjainak ábrázolása, a telek jellemző méreteivel és az azoktól mért távolságokkal;
- részletrajzok (csomóponti rajzok): az építmény részletmegoldásait ábrázoló, jellemzően metszeti (esetleg alaprajzi, v. axonometrikus) rajzok; lépték: M=1:10, M=1:5, M=1:2, M=1:20;
- a kiviteli tervek jellemző léptéke: M=1:50 (alaprajzok, metszetek, homlokzatok esetében);
- konszignációs tervek, műhelyrajzok: a terven szereplő (jellemzően: ismétlődő), műhelyben gyártandó rész-szerkezetek részlet-tervei, gyártási adatainak meghatározása:
  - asztalos konszignáció: nyílászárók gyártási adatai (jellemzően még akkor is asztalos konszignációnak hívják, ha nem fa szerkezetű nyílászárókról van szó); beépített bútorok, egyéb asztalos szerkezetek (például faburkolatok) részlet-tervei;
  - lakatos konszignáció: lakatos (fémszerkezetű) szerkezetek részlettervei (pl.: acél lépcső, korlátok stb.);
  - műkő konszignáció;
  - előre gyártott (vasbeton) szerkezetek konszignációja;

### Egyéb
- fényképdokumentáció: felmérési terveknél a meglévő állapot dokumentálására szolgál.

## Vonatkozó jogszabályok
- 45/1997. (XII. 29.) KTM rendelet, az építészeti-műszaki tervdokumentációk tartalmi követelményeiről.-Hatályon kívül !!!

Helyette : 37/2007. (XII.13.) ÖTM rendelet – az építésügyi hatósági eljárásokról, valamint a telekalakítási és az építészeti-műszaki dokumentációk tartalmáról – 2013 óta ez is hatályon kívül van helyezve.
2017 januárjában érvényes jogszabályok: 
- 312/2012. (XI. 8.) Korm. rendelet az építésügyi és építésfelügyeleti hatósági eljárásokról és ellenőrzésekről, valamint az építésügyi hatósági szolgáltatásról, valamint a
- 191/2009. (IX. 15.) Korm. rendelet az építőipari kivitelezési tevékenységről, mely jogszabály a Kivitelezési terv vonatkozásában fontos forrás, valamint a
- 155/2016. (VI. 13.) Korm. rendelet a lakóépület építésének egyszerű bejelentéséről – mely erre az esetre ugyancsak mind az engedélyezési (bejelentési) fázisra, mind pedig a kiviteli tervi fázisra fontos előírásokat tartalmaz.